# Abu-Duad al-Iyadí
Juwayra (o Juwayriyya o Hàritha) ibn al-Hajjaj, més conegut com a Abu-Duad al-Iyadí (segle VI) fou un poeta preislàmic de Hira contemporani del rei làkhmida Al-Múndhir ibn Ma-as-Samà (mort vers 554) del que era encarregat dels cavalls.
La seva poesia és famosa per les descripcions dels cavalls.